# Terbang Utara
Terbang Utara (Nord-Terbang) ist eine der indonesischen Damarinseln in der Bandasee und unbewohnt. 

## Geographie
Terbang Utara hat eine Fläche von 4,63 km² und erreicht eine Höhe von 142 Metern. Sie liegt südlich der Hauptinsel Damar und nördlich seiner Schwesterinsel Terbang Selatan (Süd-Terbang). Die Damarinseln sind Teil der Barat-Daya-Inseln und damit des inneren Bandabogens, einer Inselkette vulkanischen Ursprungs. Die Damarinseln bilden den Distrikt (Kecamatan) Damar, der zu dem Regierungsbezirk (Kabupaten) der Südwestmolukken gehört (Provinz Maluku).
Jahrelang befanden sich die Einwohner der Nachbarorte Wulur und Kehli auf der Hauptinsel Damar im Streit um die Nutzungsrechte für die unbewohnten Inseln Terbang Utara und Terbang Selatan und die umliegenden Gewässer. 1986 wurde gerichtlich entschieden, dass diese Wulur zustehen.

## Fauna
Auf Terbang Utara konnten 2006 25 verschiedene Vogelarten erfasst werden.